# Гортекс

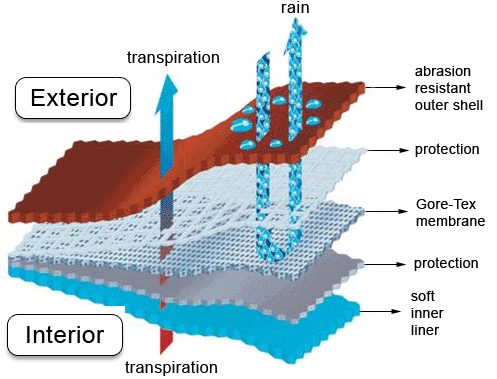
Шари, з яких складається гортекс

Го́ртекс (англ. Gore-tex) — мембранна тканина, що виробляється компанією W. L. Gore & Associates. Застосовується для виготовлення спеціального одягу та взуття.
Gore-tex ® — це система з трьох шарів: зовнішня тканина, мембрана і внутрішня тканина (підкладка). Цей матеріал був придуманий для використання в космосі Ровеною Тейлор (Rowena Taylor), Вілбертом Л. Ґором (Wilbert L. Gore) і його сином Робертом В. Ґором (Robert W. Gore). Комерційне найменування та зареєстрований товарний знак W.L. GORE & Associates.
Мембрана гортекс виробляється з фторопласту (тефлону). Основними властивостями матеріалу є водонепроникність і стійкість до зношування. Цими властивостями він зобов'язаний мембрані. Ця мембрана являє собою дуже тонку фторопластову плівку. Вона має величезну кількість отворів на одиницю площі (біля 1,4 млрд на 1 см²).
Водостійкість гортексу становить 28000 мм водяного стовпа. Така висока водостійкість необхідна тому, що на тіло людини і на одяг буває великий тиск. Цей тиск може досягати навіть понад 10000 мм водяного стовпа (наприклад, такий тиск з'являється на плечах людини при втиранні води лямками рюкзака). Отвори в мембрані такі, що вода в рідкому вигляді через них не проходить, а в пароподібному навпаки — вільно проходить.
Термін дії патенту на Gore-Tex вже закінчився, і на ринку є кілька інших продуктів з подібними характеристиками, що використовують ідентичні технології виробництва.